# Пазманский дьявол
«Пазманский дьявол» (англ. Bleed for This) — американская спортивная биографическая драма режиссёра Бена Янгера. Выход в широкий прокат в России состоялся 2 февраля 2017 года. Мировая премьера состоялась 2 сентября 2016 года, на 43 Теллуридском кинофестивале.

## Сюжет
Чемпион по боксу Винни Пациенца по прозвищу «Пазманский дьявол» попадает в аварию на самом пике своей карьеры. Врачи утверждают, что он больше не сможет ходить. Тем не менее, Винни решает вновь надеть боксёрские перчатки.

## В ролях
- Майлз Теллер — Винни Пациенца
- Аарон Экхарт — Кевин Руни
- Кэти Сагал — Луиза
- Киаран Хайндс — Анджело Пациенца
- Тед Левайн — Лу Дува
- Джордан Гелбер — Дэн Дува
- Аманда Клэйтон — Дорин
- Дэниэл Саули — Джон
- Кристин Евангелиста — Эшли
- Тина Каскиани — Хизер
- Лиз Кэри — Чарити
- Денис Шефер — Лей
- Питер Куиллин  — Роджер Мейвезер
- Жан Пьер Огюстен — Гилберт Деле
- Эдвин Родригес — Роберто Дуран
- Марв Альберт — комментатор
- Эл Бернштейн — комментатор
- Джо Джафо Каррьере — Цебол
- Полли Коттэм — доктор
- Кит Джеффри — Мэнни

## Критика и отзывы
На сайте Rotten Tomatoes фильм имеет средний балл 6,3 из 10, при рейтинге 69 %, что основано на 137 рецензиях критиков. Пользователи Metacritic в целом выдают фильму благоприятные отзывы: на основании 34 отзывов он имеет оценку 62 из 100. Кинокритик Нина Цыркун в своей рецензии отмечает типовой для своего жанра сюжет и не самую убедительную игру исполнителя главной роли Майлза Теллера, положительно оценивая актёрские работы Аарона Экхарта, Кэти Сагал и Киарана Хайндса.